# 代田山狐塚古墳
代田山狐塚古墳（しろたやまきつねづかこふん）は、長野県飯田市松尾代田にある古墳。形状は前方後方墳。長野県指定史跡に指定されている。

## 概要
長野県南部の下伊那地方において、天竜川右岸の中位段丘の東端部に築造された古墳である。現在までに墳丘を良好に残し、1993年（平成5年）に測量調査が実施されているが、発掘調査は実施されていない。
墳形は前方後方形で、前方部を南方向に向ける。急傾斜面上に位置するため、低地からの視線を受ける東側の方が高く見えるように墳丘が築造される。墳丘北側・西側には周濠が存在したとされるが、そのほかに出土品等は知られていない。
築造時期は、古墳時代前期の4世紀前半頃と推定され、伊那谷では最古の古墳に位置づけられる。飯田地域では5世紀後半以後にヤマト王権の影響下で前方後円墳を主とする飯田古墳群が営造されるが、その前段階である本古墳では前方後方墳が採用される点で性格を異にしており、特に東海地方勢力とのつながりを示唆する点で注目される。
古墳域は1994年（平成6年）に長野県指定史跡に指定されている。

## 墳丘
墳丘の規模は次の通り。
- 墳丘長：42メートル（史跡説明板では44.5メートル[3]）
- 後方部
  - 幅：28メートル
- くびれ部
  - 幅：11.3メートル
- 前方部
  - 幅：13メートル

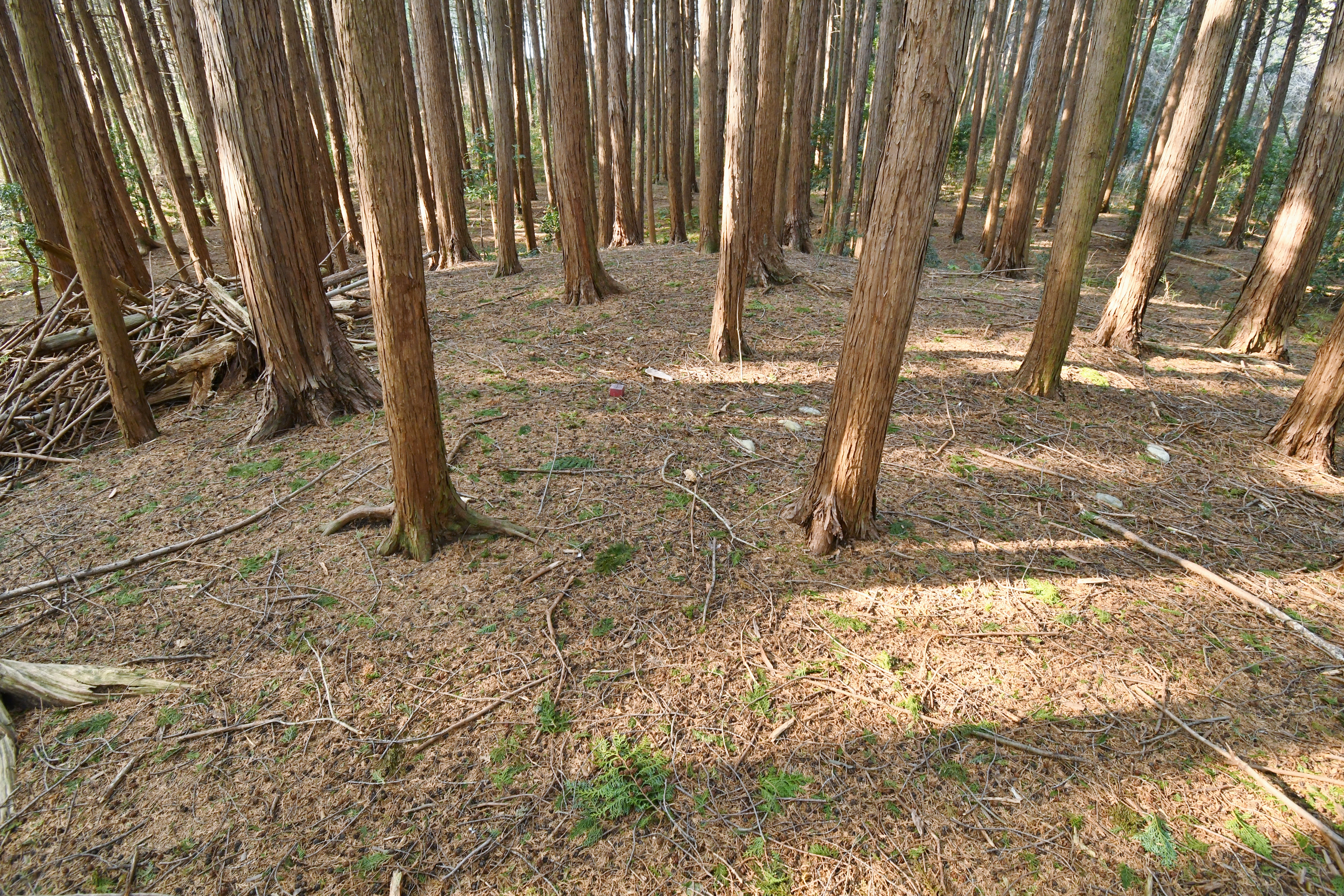
後方部墳頂
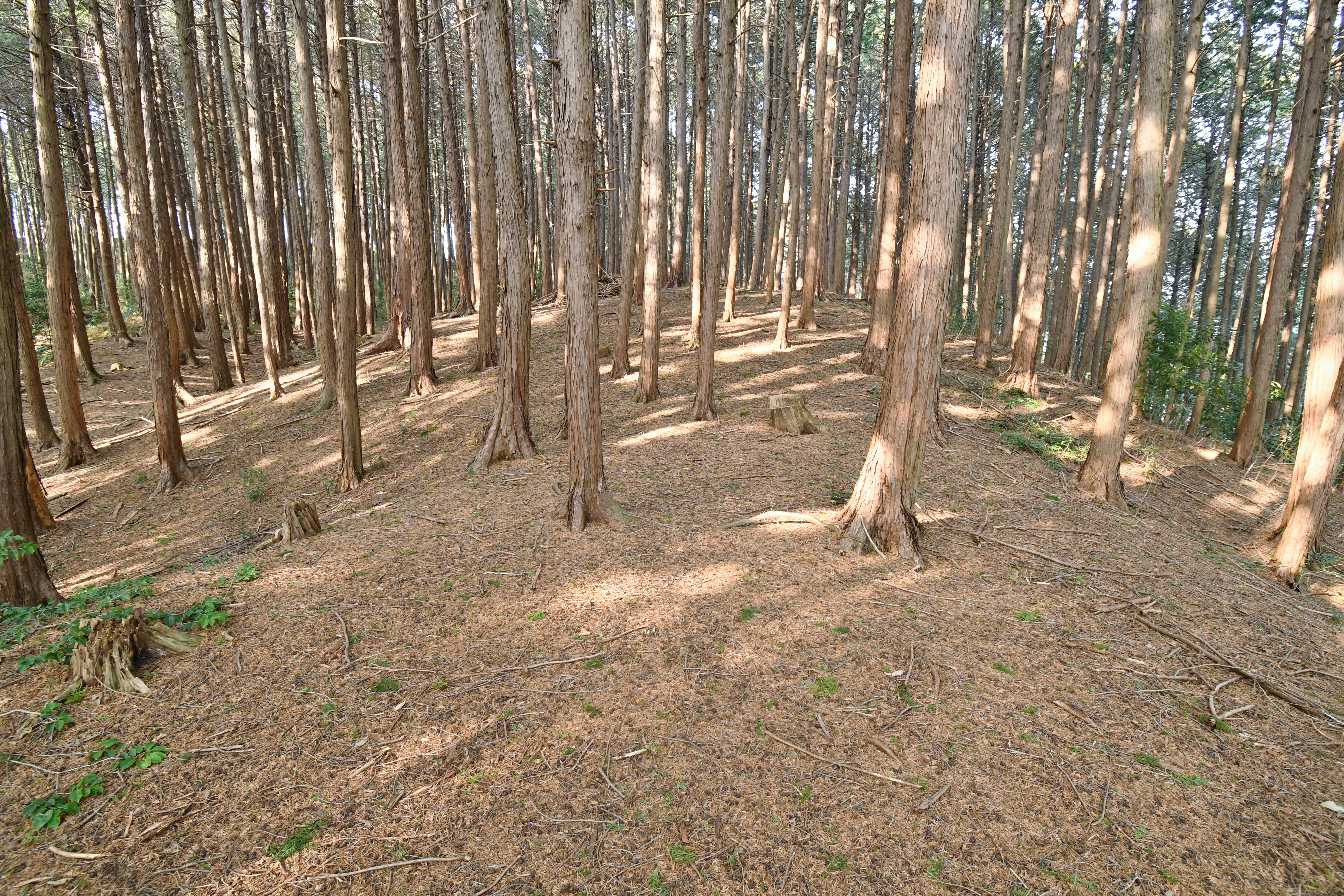
前方部から後方部を望む
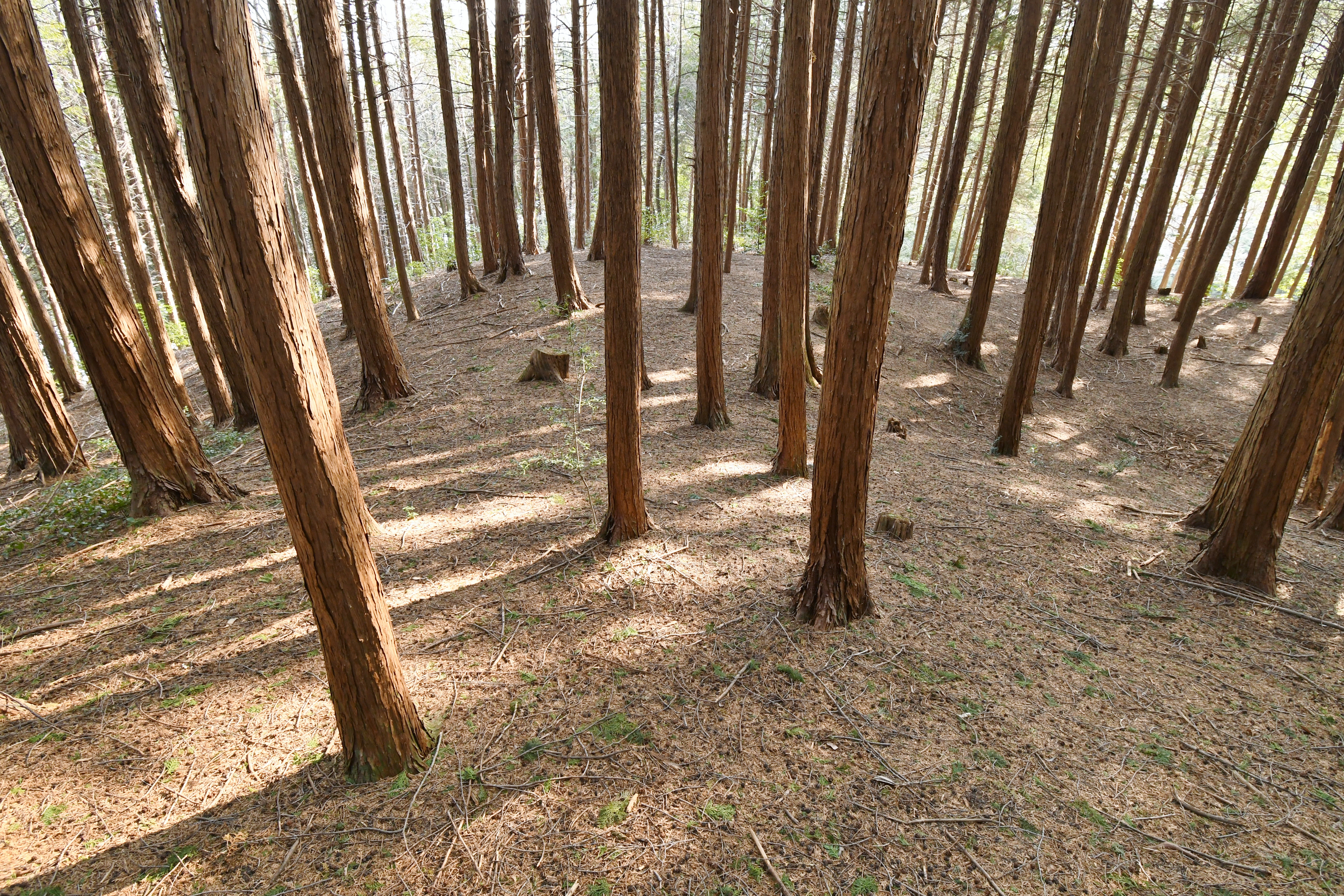
後方部から前方部を望む

## 文化財

### 長野県指定文化財
- 史跡
  - 代田山狐塚古墳 - 1994年（平成6年）2月17日指定[5][4]。

## 関連文献
（記事執筆に使用していない関連文献）
- 『代田山狐塚古墳の測量調査』飯田市教育委員会、1994年。 - リンクは奈良文化財研究所「全国遺跡報告総覧」。
- 『飯田における古墳の出現と展開』飯田市教育委員会、2007年。 - リンクは奈良文化財研究所「全国遺跡報告総覧」。
- 『飯田における古墳の出現と展開 -資料編-』飯田市教育委員会、2007年。 - リンクは奈良文化財研究所「全国遺跡報告総覧」。